# 鄭勤 (天順進士)
鄭勤，浙江上虞人，明朝政治人物、進士出身。

## 生平
天順元年，登丁丑科進士，历仕顺德府知府。